# Ingeniero White
Ingeniero White is een plaats in het Argentijnse bestuurlijke gebied Bahía Blanca in de provincie Buenos Aires. De plaats telt 10.486 inwoners.

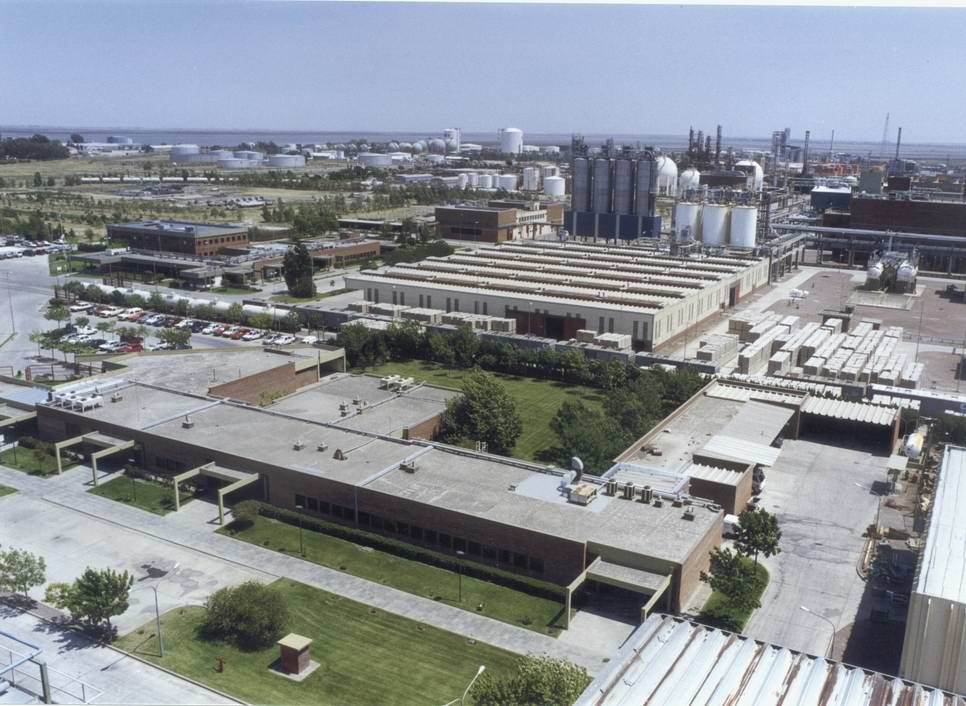
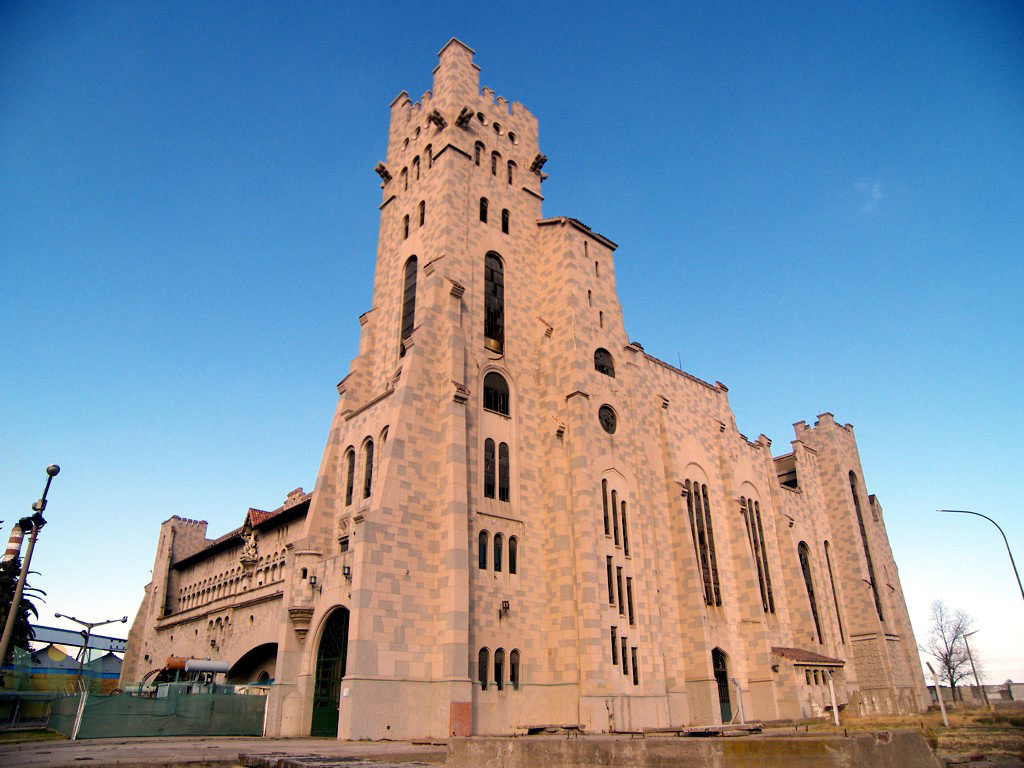
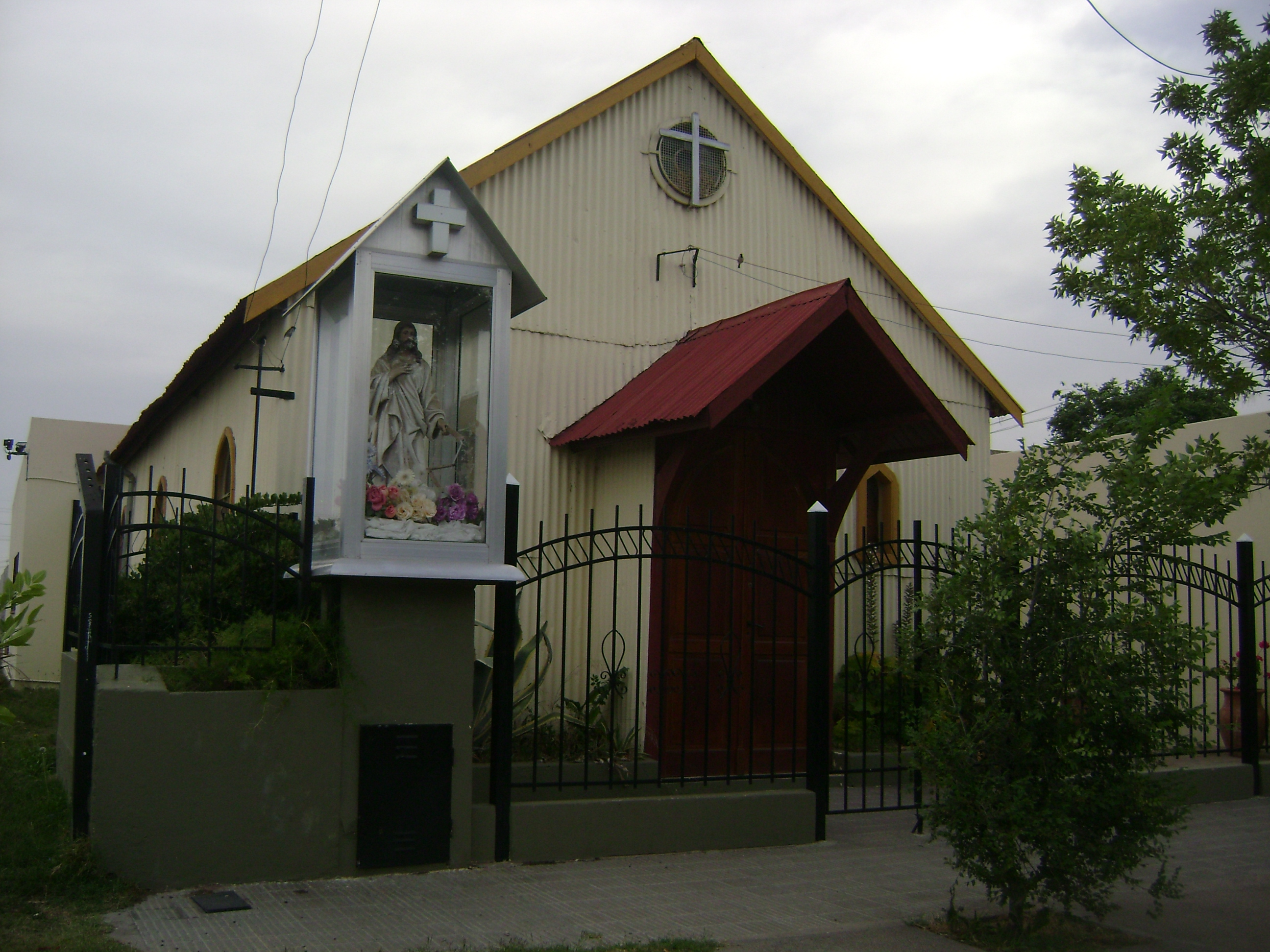